# Jamadom
 (juillet 2014).
Si vous disposez d'ouvrages ou d'articles de référence ou si vous connaissez des sites web de qualité traitant du thème abordé ici, merci de compléter l'article en donnant les références utiles à sa vérifiabilité et en les liant à la section « Notes et références ».
Jamadom est un chanteur français de reggae, ragga ou dancehall.

## Biographie
Son nom "Jamadom" vient de "Jamaïque" et de "DOM" (Département d'outre-mer) car il veut représenter la musique venant de la Jamaïque tout en assumant son influence guadeloupéenne. 
Au début de sa carrière, en 1992, il anime les fêtes de quartiers, à Villiers-le-Bel. Puis Jamadom, connu sous le nom de "DJ Dom" mixe des soirées Reggae, Ragga à Paris. En 1996, il devient leader du groupe Les Rongeurs.
Son premier album, Connection, sort en 1998, puis il sort Le partage et Double Impact en 2003 en Live. Son dernier album s'appelle Caribéen à Panam, composé de chansons telles que Le temps passe ou Pédophile.
Il participe à des projets comme Dis L'heure 2 Ragga Dancehall produit par Passi ou encore l'album de Lino (Ärsenik)
Jamadom nous revient en ce début d'année 2018 avec un projet 8 titres intitulé Pani Faille. Dans cette petite aventure, il s'embarque en featuring avec des artistes tels que Missié Sadik, King Kalabash et Manruff.
Produit par Hexagone Recordz, ce mini album est une mise en bouche avant la sortie de son second projet courant 2018. À noter que le clip "Vainqueurs" (feat. King Kalabash) sera bientôt en ligne, restez connectés !
Tracklist :
1 – Pani Faille
2 – No Coco
3 – An Nou Ay
4 – Socakow (feat. Manruff)
5 – Vainqueurs (feat. King Kalabash)
6 – Poto Mitan
7 – Ban Mwen Love
8 – An Ba La (feat. Missié Sadik)